# Миронцов Микита Леонідович
Миронцов Микита Леонідович (10 березня 1980, Київ) — український геофізик док.фіз.-мат.наук, професор, український учений, Винахідник року НАН України.
Автор: більше 140 наукових статей у фахових періодичних виданнях, 5 монографій, 23 патентів, 5 авторських свідоцтв на комп. програму. Член спеціалізованої вченої ради Д26.255.01 з присудження наукових ступенів доктора (кандидата) технічних наук за спеціальностями «01.05.02 — математичне моделювання та обчислювальні методи» та «05.13.06 — Інформаційні технології».
У 2002 р. закінчив з відзнакою радіофізичний факультет Київського національного університету ім. Тараса Шевченка (у 1999—2002 р. Голова  наукового товариства студентів та аспірантів] факультету, у 2001—2002 віце-президент наукового товариства студентів та аспірантів [Архівовано 15 червня 2011 у Wayback Machine.] університету, у 2001 Голова студентського парламенту факультету). Випускник (1996 р.) Київського природничо-наукового ліцею № 145.
У 2008 захистив кандидатську дисертацію на здобуття наукового ступеня кандидата фізико-математичних наук. У 2012 захистив докторську дисертацію на здобуття наукового ступеня Доктора фізико-математичних наук. Отримав вчене звання Старшого наукового співробітника (2012 р.).
Член Євро-азіатського геофізичного товариства та SPWLA [Архівовано 14 квітня 2021 у Wayback Machine.] (Society of Petrophysicists and Well Log Analysts).

## Досягнення і нагороди
- Премія Верховної Ради України молодим вченим за 2019 р.
- Постановою Президії Національної академії наук України від 29 січня 2020 р. нагороджено відзнакою для молодих вчених «ТАЛАНТ, НАТХНЕННЯ, ПРАЦЯ»
- Переможець конкурсу проектів науково-дослідних робіт молодих учених НАН України (2019, 2020 рр.)
- Винахідник року Національної академії наук України (2019 р.).
- Грант Президента України для докторів наук (2019 р.).
- Стипендіат Іменної стипендії Верховної Ради України для найбільш талановитих молодих вчених (2012, 2015).
- Премія Президента України для молодих вчених за поданням Комітету з Державних премій України в галузі науки і техніки (2014).
- Гранти Президента України для підтримки наукових досліджень молодих учених (2011, 2012, 2015 рр.).
- Медаль ім. В.В. Фединського «За вагомий внесок у фундаментальну геофізику» (Євро-азіатське геофізичне товариство, м. Москва, 2010).
- Премія Національної академії наук України для молодих учених за серію наукових робіт «Розробка апаратурно-методичного комплексу геофізичного дослідження свердловин» (2010).
- Стипендія Президента України (2009—2011).

## Основні наукові праці
- С.О. Довгий, М.М. Коржнев, О.М. Трофимчук, М.М. Курило, Є.О. Яковлєв, М.Л.Миронцов та ін. Засади формування екологічної політики у мінерально-сировинному комплексі України в сучасних умовах. К.: Ніка-Центр.  — 2022.  200 с.
- Myrontsov, M., Karpenko, O., Trofymchuk, O., Dovgyi, S., Anpilova, Y. [2022] Iterative solution of the inverse problem of resistivity logging of oil and gas wells: testing and examples. Systems, decision and control in energy III. Studies in systems. Decision and Control. Springer, Cham.  pp. 187—201
- Karpenko, O., Myrontsov, M., Anpilova, Y. [2022] Application of discriminant analysis in the interpretation of well-logging data. Systems, decision and control in energy III. Studies in systems. Decision and Control. Springer, Cham. pp 267—275.
- Myrontsov Mykyta, Karpenko Oleksiy, Horbulin Volodymyr. Quantitative Method for Determining the Solution Error of the Inverse Problem in the Electrometry of Oil and Gas Wells. E3S Web of Conferences. 2021
- Myrontsov M., Karpenko O., Trofymchuk O., Okhariev V., Anpilova Y. Increasing vertical resolution in electrometry of oil and gas wells. In: Systems, decision and control in energy II. Studies in systems. Decision and control. Springer, Cham. 2021. P. 101—117.
- Миронцов Н. Л., Кармазенко В. В., Семенюк В. Г., Стасив О. С., Тереб С. Н., Туник Е. В. Экспериментальная оценка эффективности многозондового комплекса низкочастотного индукционного каротажа // Допов. Нац. акад. наук Укр. 2020. — № 2. — С.58-67.
- Миронцов М. Л. Електрометрія нафтогазових свердловин. К.: ТОВ "Видавництво «ЮСТОН». — 2019. — 217 с.
- Миронцов Н. Л. Численное моделирование электрометрии скважин. К.: Наукова думка. — 2012. — 224 с.
- Миронцов М. Л. Вектор сучасних досліджень електрометрії нафтогазових свердловин // Математичне моделювання в економіці. — 2018. — Vol.3. — C. 26-36.
- Myrontsov M.L. Multi-Probe Hardware for Electrometry of Oil and Gas Wells // Science and innovation. 2018, 14(3):51-56

## Викладання
- Мікропроцесорні системи на кристалі (НУ «Полтавська Політехніка ім. Юрія Кондратюка»);
- Архітектура мікропроцесорів (НУ «Полтавська Політехніка ім. Юрія Кондратюка»);
- Квантові компьютери та обчислення (КНЕУ ім. Вадима Гетьмана);
- Онтологічний інжинірінг (КНЕУ ім. Вадима Гетьмана);
- Інформаційні технології віртуальних організацій (КНЕУ ім. Вадима Гетьмана);
- Диференціальні рівняння (КНУ ім. Тараса Шевченка);
- Числові методи розв'язання задач математичної фізики (ІТГІП НАНУ);
- Інтерпретація експерименту. Розв'язання обернених задач. (ІТГІП НАНУ)

## Хобі: живопис

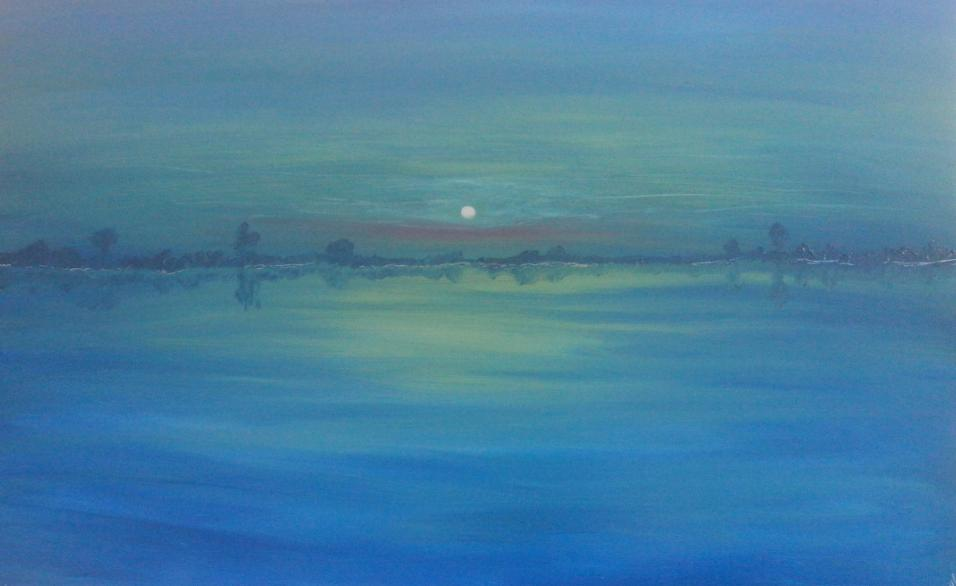
Холст, Олія 40х60. Приватна колекція
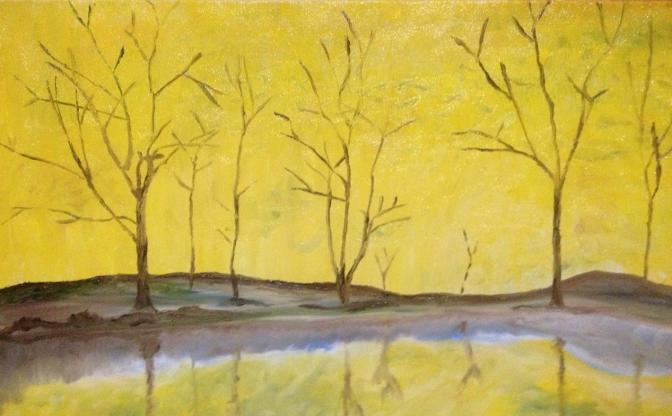
Холст, Олія 40х60. Приватна колекція
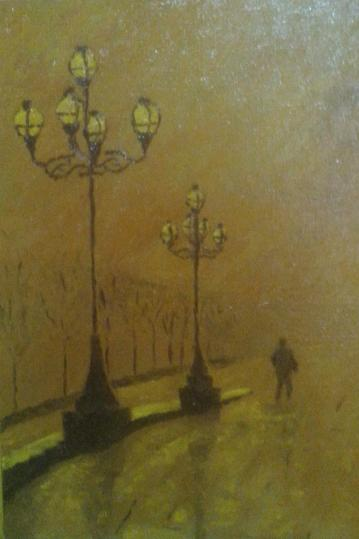
Холст, Олія 40х60. Приватна колекція
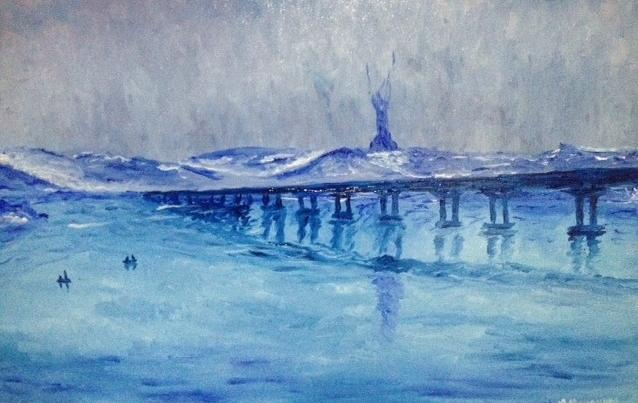
Холст, Олія 40х60. Приватна колекція